# Istarski hrtoliki gonič
Istarski hrtoliki gonič, istarski hrt ili hrvatski hrt je stara pseća pasmina.
Spada u lovačke pse goniče.
Znatno više ga obrađuje inozemna nego hrvatska kinološka literatura. 

## Obilježja
Slične je građe kao još neke pasmine sredozemnih hrtolikih goniča i kao staroegipatski faraonski psi. Tijelo je vitko i elegantno. Ovog psa je oslikao Vincent iz Kastva na svojoj slavnoj fresci Mrtvački ples.
Za razliku od drugih goniča, lovio je kao hrt, vidom, ne njuhom. 
Gornja čeljust mu je pokazivale neke osobine koje se može vidjeti i kod čagalja (4. pretkutnjak), zbog čega se pretpostavlja da su bili genetski srodni.